# Парадокс Бурали-Форти
Парадокс Бурали-Форти демонстрирует, что предположение о существовании множества всех порядковых чисел ведёт к противоречиям и, следовательно, противоречивой является теория множеств, в которой построение такого множества возможно.

## Формулировка
В математической литературе встречаются различные формулировки, опирающиеся на разную терминологию и предполагаемый набор известных теорем. Вот одна из возможных формулировок.
Можно доказать, что если {\displaystyle x} — произвольное множество порядковых чисел, то множество-сумма {\displaystyle \textstyle \bigcup x} есть порядковое число, большее или равное каждому из элементов {\displaystyle x}. Предположим теперь, что {\displaystyle \Omega } — множество всех порядковых чисел. Тогда {\displaystyle \textstyle \bigcup \Omega } — порядковое число, большее или равное любому из чисел в {\displaystyle \Omega }. Но тогда и {\displaystyle \textstyle \bigcup \Omega \cup \{\bigcup \Omega \}=\bigcup \Omega +1} — порядковое число, причём уже строго большее, а значит, и не равное любому из чисел в {\displaystyle \Omega }. Но это противоречит условию, по которому {\displaystyle \Omega } — множество всех порядковых чисел.

## История
Парадокс был обнаружен Чезаре Бурали-Форти в 1897 году и оказался одним из первых парадоксов, показавших, что наивная теория множеств противоречива, а следовательно, непригодна для нужд математики. Несуществование множества всех порядковых чисел противоречит концепции наивной теории множеств, разрешающей построение множеств с произвольным свойством элементов, то есть термов вида «множество всех {\displaystyle x} таких, что {\displaystyle P}» ({\displaystyle \{x\mid P\}}).
Современная аксиоматическая теория множеств накладывает строгие ограничения на вид условия {\displaystyle P}, с помощью которого можно образовывать множества. В аксиоматических системах типа Гёделя — Бернайса позволяется образование терма {\displaystyle \{x\mid P\}} для произвольных {\displaystyle P}, но с оговоркой, что он может оказаться не множеством, а классом.